# Кучеренко Марія Олександрівна
Марія Олександрівна Кучеренко (6 вересня 1958, м. Боярка Києво-Святошинського району Київської області) — українська поетеса. Член Національної спілки письменників України (1989).

## Освіта
Закінчила філологічний факультет Київського державного педагогічного інституту ім. Максима Горького.

## Кар'єра
Працювала на видавничій роботі — редактором (видавництва: «Дніпро», «Мистецтво», «Веселка», «Знання»).
Тепер — завідувач відділу літератури Всеукраїнського культурологічного тижневика «Слово Просвіти».

## Творчість
Є автором:
- збірки поезій «Чарівний клубок» (1984),
- книжок для дітей «Допитливе курча» (2009), «Мишко-пустун» (2009),
- оповідань, численних публікацій у періодиці.

Вірші перекладалися російською, польською, чеською в цілій низці антологій української поезії.
З 1989 — член Національної спілки письменників України.